# La banda dei tre stati
La banda dei tre stati (Highway 301) è un film del 1950 diretto da Andrew L. Stone. Il film è basato su eventi reali e racconta la storia criminale della cosiddetta "Tri-State Gang", una violenta banda dedita alle rapine agli autotrasportatori.

## Trama
Una banda di rapinatori terrorizza e rapina banche tra Carolina del Nord, Virginia e Maryland, al soldo del capo della banda George Legenza, che sembra provare una particolare delizia per piacere alle donne.

## Produzione
Il film, diretto e sceneggiato da Andrew L. Stone, fu prodotto da Bryan Foy per la Warner Bros. e girato, tra le altre location, anche nella Union Station, a Downtown, Los Angeles, California, dal 9 febbraio al 16 marzo 1950. I titoli di lavorazione furono  The Tri-State Gang,  Road Block e  The One Million Dollar Bank Robbery. Una breve introduzione è presentata dai governatori del Maryland, della Virginia e della Carolina del Nord per testimoniare la veridicità della storia raccontata nel film.

## Distribuzione
Il film fu distribuito con il titolo Highway 301 negli Stati Uniti dal 1º dicembre 1950 al cinema dalla Warner Bros.
Altre distribuzioni:
- in Germania Ovest il 31 agosto 1951 (Der Panther)
- in Austria nel novembre del 1951 (Der Panther)
- in Giappone l'8 luglio 1952
- nelle Filippine il 19 agosto 1952
- in Portogallo il 14 ottobre 1952
- in Svezia il 20 maggio 1963 (4 desperados död)
- in Danimarca il 22 agosto 1963
- in Italia (La banda dei tre stati)
- in Brasile (Estrada 301)
- in Spagna (Carretera 301)
- nei Paesi Bassi (De Zwarte Panter e Politie-dossier 301)
- in Grecia (Dromos tou aimatos e I symmoria ton trion politeion)
- in Belgio (Onvoltooide misdaad)
- in Francia (Témoin de la dernière heure)
- in Finlandia (Valtatie 301)

## Accoglienza

### Critica
Secondo il Morandini il film è "un gangster movie" che si distingue "per l'angosciosa ottica femminile con cui è raccontato" e per un utilizzo non convenzionale delle riprese in esterno.